# Nemesis (Stratovarius)
Nemesis è il quattordicesimo album studio degli Stratovarius, in uscita il 22 febbraio 2013 dalla Edel Music e il 25 gennaio ne è stato pubblicato un EP contenente il singolo "Unbreakable". In seguito gli Stratovarius hanno pubblicato la canzone Halcyon Days.
La promozione di quest'album è superiore rispetto alle precedenti, la band ha preparato varie edizioni dell'album con svariate bonus tracks che fanno arrivare il numero delle canzoni complessive pubblicate a 15. Inoltre hanno anche realizzato un contest per un video musicale sul nuovo album nel quale potranno essere presenti particolari e rari oggetti dei loro fans.
Le recensioni fino ad ora parlano di Nemesis come uno dei migliori album del gruppo e nella storia del metal in generale aggiungendo che rispecchia uno stile musicale molto più vario e moderno rispetto agli ultimi album e definendolo alla pari dei classici degli anni novanta della band come Visions, Episode, Destiny e Infinite.
Inoltre l'album vanta la collaborazione del chitarrista del progetto solista Kotipelto del cantante degli Stratovarius Timo Kotipelto, Thomas Wainola e del famoso chitarrista dei Sonata Arctica Jani Liimatainen che ha scritto assieme a Timo Kotipelto e Matias Kupiainen i brani "Out of the Fog" e "If the Story Is Over".

## Tracce
1. Abandon – 4:52
2. Unbreakable – 4:36
3. Stand My Ground – 4:14
4. Halcyon Days – 5:30
5. Fantasy – 4:14
6. Out of the Fog – 6:58
7. Castles in the Air – 6:02
8. Dragons – 4:04
9. One Must Fall – 4:28
10. If the Story Is Over – 6:06
11. Nemesis – 6:33

Tracce bonus
1. Fireborn (Bonus della limited edition, contenuta anche nell'edizione giapponese)
2. Hunter (Bonus della limited edition, contenuta anche nell'edizione giapponese)
3. Kill It With Fire (Bonus edizione giapponese)
4. Old Man and the Sea (Bonus della Limited Edition in Vinile)

## Formazione
- Timo Kotipelto - voce
- Matias Kupiainen - chitarra
- Jani Liimatainen - chitarra
- Jens Johansson - tastiere
- Rolf Pilve - batteria
- Lauri Porra - basso

## Altri membri e special guests
- Thomas Wainola - chitarra
- Mikka Jussila - addetto al mastering e al mixing dell'EP Unbreakable
- "The Shark Finns" - cori